# Aichi D3A

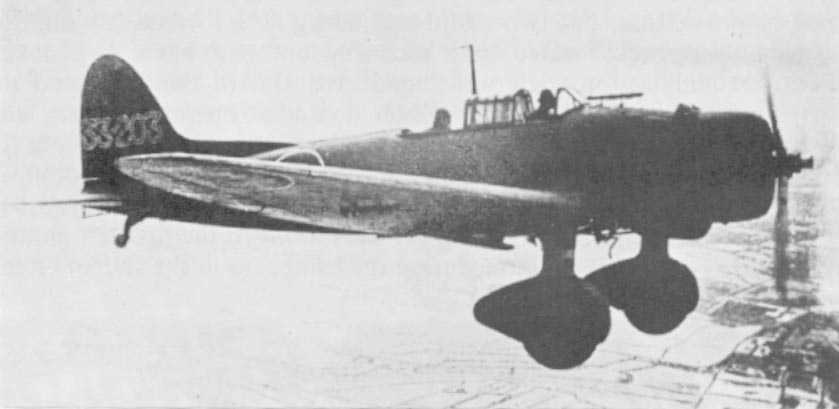
Un Aichi D3A1 volant.

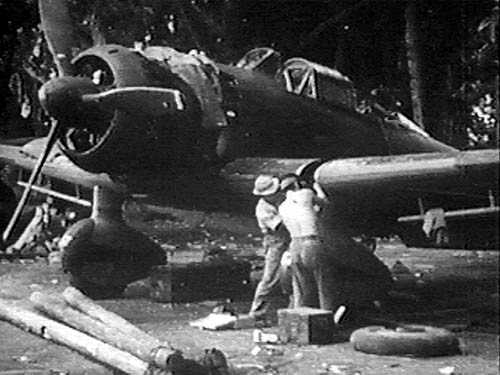
Manteniment d'un Aichi D3A2.

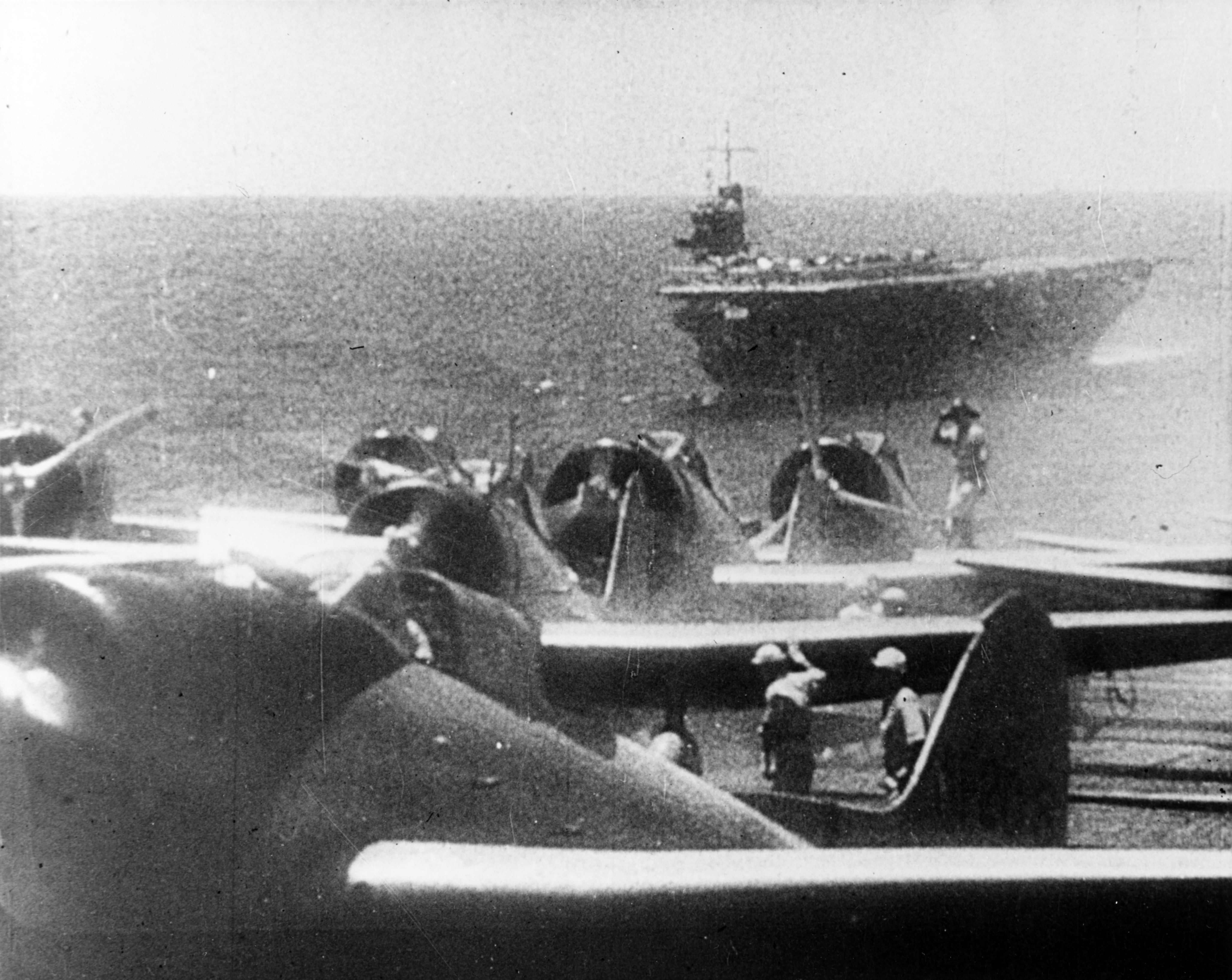
Bombarders Aichi D3A1 "Val" preparats per l'enlairament per l'Atac a Pearl Harbor.

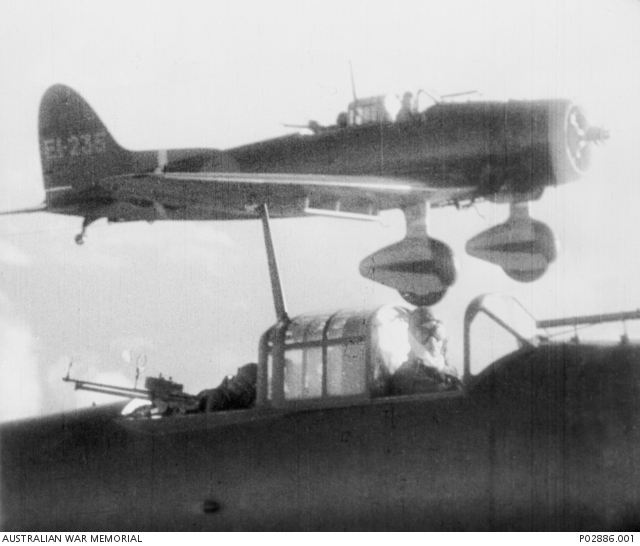
Aichi D3A del portaavions Shokaku retorna després d'atacar el portaavions Enterprise l'agost de 1942.

L'Aichi D3A (愛知99式艦上爆撃機, Aichi-kyū-kyū-shiki-kanjō-bakugeki-ki), "Val") va ser un bombarder en picat japonès de la Segona Guerra Mundial. Fou utilitzat des del portaavions de la Marina Imperial Japonesa, constituint-ne el principal bombarder en picat. Va participar en quasi totes les accions de la guerra incloent l'Atac a Pearl Harbor. Fou l'avió de les Forces de l'Eix que va enfonsar més vaixells de guerra enemics.

## Disseny i desenvolupament
A mitjans de l'any 1936 la Marina Japonesa va emetre una especificació per un bombarder en picat monoplà basat en portaavions. L'objectiu era substituir el biplà Aichi D1A en servei en aquell moment. Les companyies Aichi, Nakajima i Mitsubishi van proposar dissenys, de les quals Aichi i Nakajima van ser seleccionades per produir dos prototips cadascuna.
El model d'Aichi tenia un disseny amb ales el·líptiques muntades a la part inferior del fuselatge tot inspirant-se en el Heinkel He 70 Blitz. Com que la velocitat era baixa es va mantenir el tren d'aterratge fix, ja que era més senzill. L'avió era propulsat pel motor radial Nakajima Hikari 1 que entregava 529 kW (710 Cv) de potència i comptava amb 9 cilindres.
El primer prototip es finalitzà el desembre de 1937 i les proves de vol s'iniciaren el mes següent amb uns resultats inicials decebedors. L'aparell tenia poca potència i inestabilitat en les maniobres. Els frens aerodinàmics vibraven intensament quan s'utilitzaven a la velocitat de disseny de 370 km/h, mentre que la Marina havia requerit una velocitat en picat de 440 km/h.
El segon prototip va ser modificat extensament per solucionar aquest problema. La potència fou augmentada tot canviant el motor Hikari per un Mitsubishi Kinsei 3 de 840 Cv i l'estabilitzador vertical va ser ampliat. Les ales es van allargar lleugerament i se'n van modificar les puntes alars per millorar el gir de l'aeronau. Així mateix es reforçaren els frens aerodinàmics.

## Història operativa
El desembre de 1939 la Marina Imperial Japonesa va ordenar la producció del model amb el nom Bombarder Model 11 Tipus 99 de la Marina (kanjō bakugekiki, habitualment abreujat com a 艦爆 kanbaku.). Els models de producció comptaven amb ales lleugerament menors i motors de major potència: Kinsei 43 de 746 kW (1,000 cv) o el Kinsei 44 de 798 kW (1,070 hp). Els problemes d'estabilitat van ser solucionats amb la incorporació d'una aleta dorsal de gran longitud i finalment el model comptava amb una gran maniobrabilitat.
L'armament consistia en 2 metralladores frontals fixes i una metralladora amb muntatge flexible a la part posterior de la cabina, totes de calibre 7,7 mm. La càrrega de combat habitual era d'una sola bomba de 250 kg sota el fuselatge. Aquesta era projectada fora de l'abast de l'hèlix per un mecanisme de trapezi. Dues bombes addicionals de 60 kg podien fixar-se en suports alars per fora dels frens aerodinàmics.
El D3A1 va realitzar la qualificació de vol embarcat als portaavions 'Akagi' i 'Kaga' durant el 1940 mentre els primers avions ja iniciaven operacions de combat des de bases terrestres contra objectius a la Xina. Començant per l'atac a Pearl Harbor els D3A1 van participar en tots els grans enfrontaments dels primers 10 mesos del conflicte amb els aliats. El primer gran èxit fou l'atac contra la Royal Navy l'abril de 1942. Els bombarders en picat Val van aconseguir fins a un 80% d'impactes amb les seves bombes contra dos creuers pesants i un portaavions britànic.
Durant la guerra els bombarders en picat Val van combinar freqüentment els seus atacs amb els bombarders torpediners Nakajima B5N Kate. Així doncs la major part de vaixells enemics foren enfonsats per una combinació de bombes i torpedes.
El juny de 1942 es va provar una versió millorada del D3A propulsada pel motor Kinsei 54 de 1.300 Cv que va ser anomenada Model 12. Ja que el nou motor tenia una major consum es va optar per instal·lar dipòsits addicionals fins a arribar als 900 L, aportant l'abast necessari per lluitar a les Illes Salomó. Conegut per la Marina com el Model 22 va començar a substituir el model original a partir de la tardor de 1942. Els models originals van passar als esquadrons d'entrenament.
Quan el més avançat Yokosuka D4Y Suisei va estar disponible els D3A2s passaren a bases terrestres o a operar dels dels portaavions lleugers (que no podien operar amb el “Suisei” que requerien una pista més llarga). Quan les forces dels Estats Units d'Amèrica van tornar a capturar les Illes Filipines, l'any 1944, avions D3A2 basats en terra van prendre part en el combat però ja es trobaven desfasats i van patir grans pèrdues. En aquell moment molts D3A1 i D3A2 eren utilitzats al Japó en unitats d'entrenament, molts dels quals va ser modificats amb controls dobles i anomenats Entrenador de bombarder Tipus 99 Model 12 (D3A2-K). Durant l'últim any del conflicte diversos D3A2 van ser utilitzats altre cop en combat en missions kamikaze a Leyte i Okinawa.

## Especificacions (D3A1)
Característiques generals
- Tripulació: Dos (pilot i artiller)
- Longitud: 10,20 m
- Envergadura: 14,37 m
- Alçada: 3,85 m
- Superfície de l'ala 34,90 m²
- Pes buit: 2.408 kg
- Pes màxim d'enlairament: 3.650 kg
- Motors: 1×  Mitsubishi Kinsei 44, 798 kW

 Rendiment 
- Velocitat màxima: 389 km/h (205 nusos)
- Abast: 1.472 km
- Sostre de servei: 9.300 m

Armament

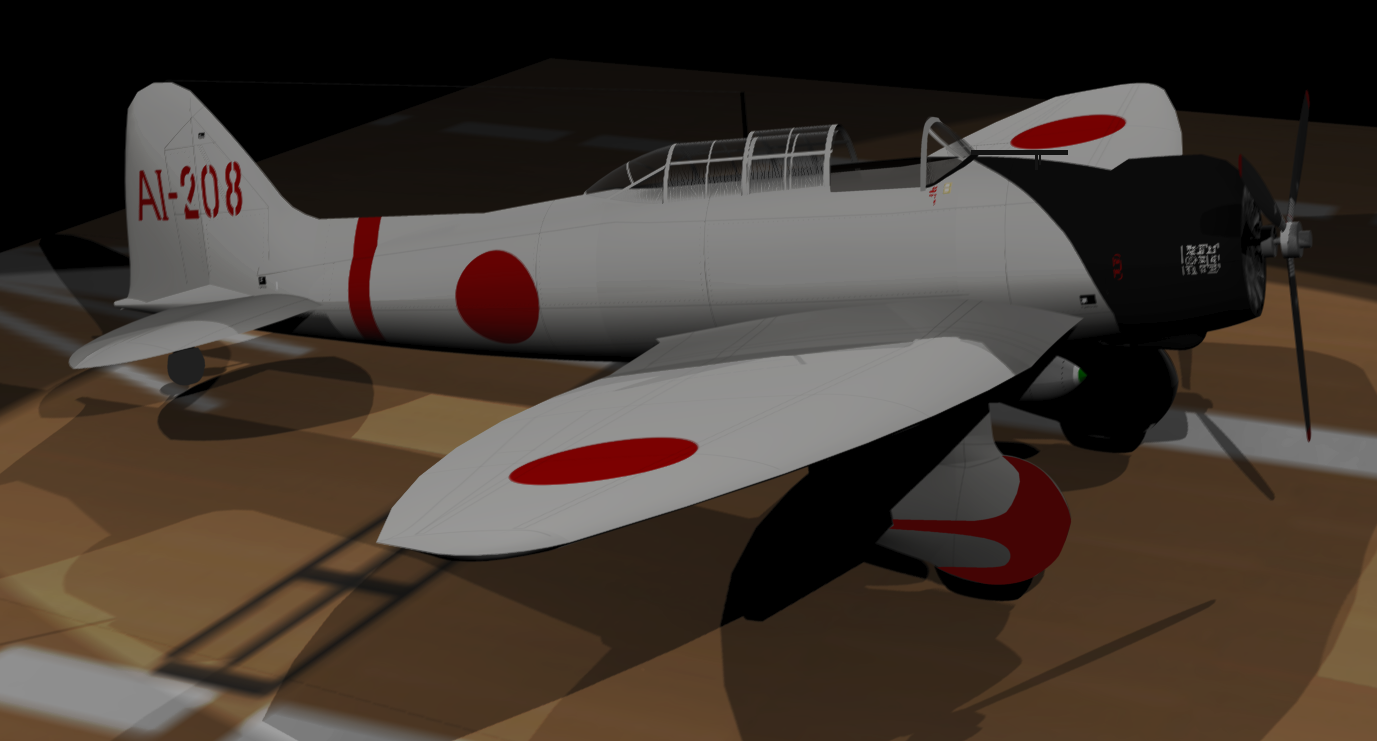
Un D3A2 armat amb una bomba Tipus 98

- 2 × metralladores frontals fixes de calibre 7,7 mm Tipus 97
- 1 × metralladora flexible posterior de flexible de calibre 7,7 mm Tipus 92
- 1 × bomba de 250 kg o 2 × bombes de 60 kg

## Especificacions (D3A2)
Dades de Aircraft of World War II
Característiques generals
- Tripulació: Dos (pilot i artiller)
- Longitud: 10,2 m
- Envergadura: 14,37 m
- Alçada: 3,8 m
- Superfície de l'ala 34,9 m²
- Pes buit: 2.570 kg
- Pes màxim d'enlairament: 4,122 kg
- Motors: 1×  Mitsubishi Kinsei 54, 969 kW

 Rendiment 
- Velocitat màxima: 430 km/h (232 nusos)
- Abast: 1.352 km
- Sostre de servei: 10.500 m
- Ràtio d'ascens: 8,62 m/s

Armament

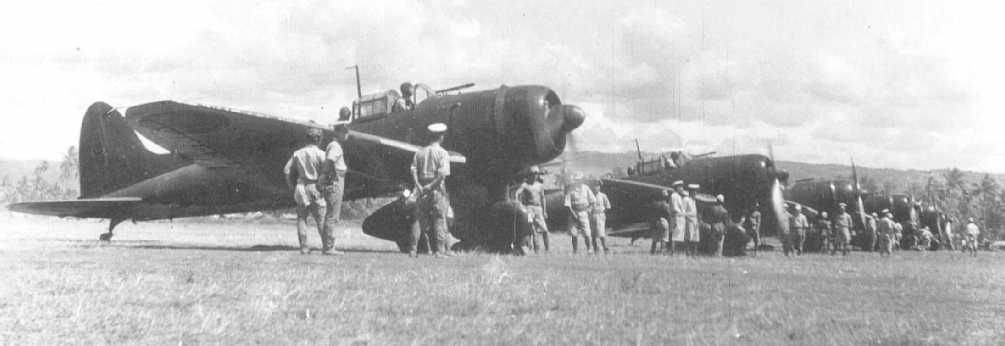
Un Aichi D3A2 amb mira telescòpica abans de l'enlairament.

- 2 × metralladores frontals fixes de calibre 7,7 mm Tipus 97
- 1 × metralladora flexible posterior de flexible de calibre 7,7 mm Tipus 92
- 1 × bomba de 250 kg o 2 × bombes de 60 kg